# Laurent Bouvier
Pour les articles homonymes, voir Bouvier.
Joseph Laurent Daniel Bouvier dit Laurent Bouvier (1840-1901) est un peintre et céramiste français.
Il produisit une œuvre avant-gardiste à travers des objets empruntant leurs motifs au Japon, à l'Orient et à l'Antiquité.

## Biographie
Né à Vinay (Isère) le 20 septembre 1840, Laurent Bouvier part à Paris en 1861, après avoir été garde suisse durant 18 mois. Installé dans la capitale, il rencontre, probablement par le biais de Thomas Couture, le peintre Eugène Capelle, en qui il verra son maître, et qui lui conseille d'entrer à l'Académie Suisse. Laurent Bouvier y croise Édouard Manet, Claude Monet et se lie avec Jean-Charles Cazin, Félix Bracquemond et Henri Fantin-Latour. Ils deviennent les habitués du café Guerbois.
Bouvier présente ses premiers travaux peints au Salon de Paris de 1866. Quatre ans plus tard, sa toile Le Printemps reçoit une médaille au Salon de 1870.

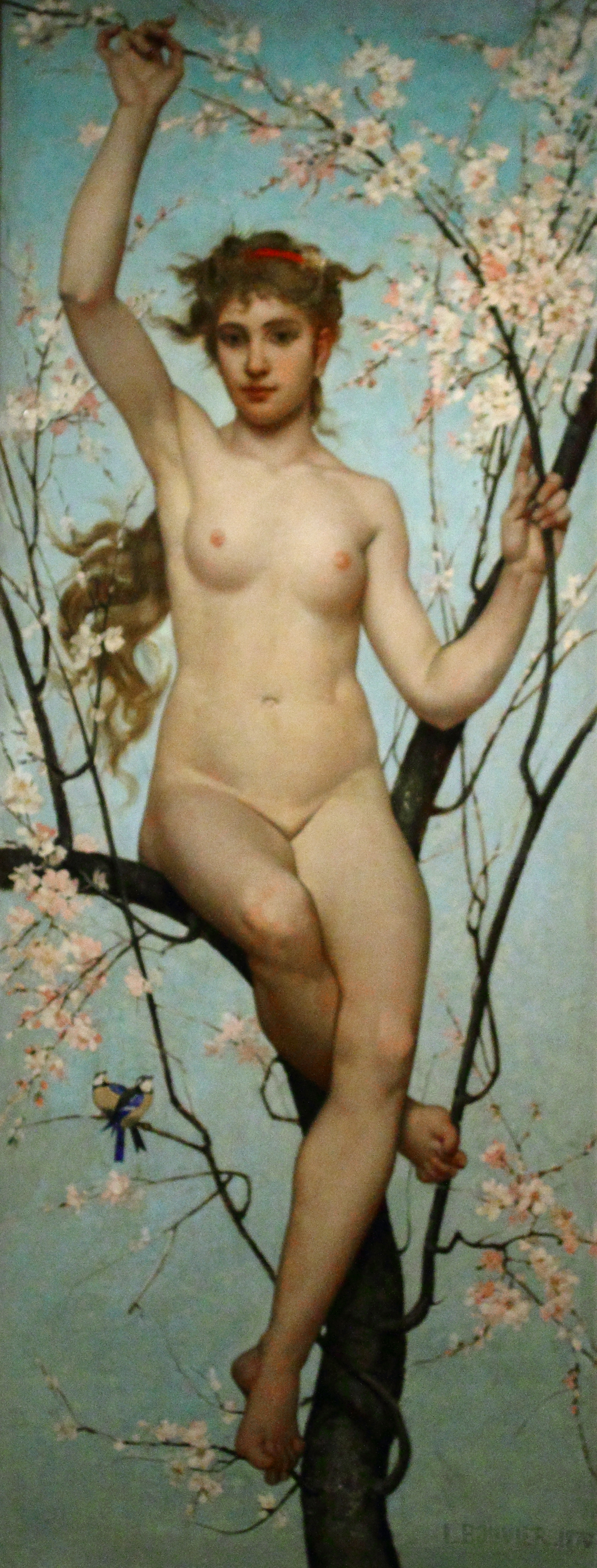
Le Printemps (1870), huile sur toile, Paris, musée des Arts décoratifs.

Les recherches plastiques de Félix Bracquemond et son travail avec la manufacture de Sèvres, poussent Bouvier à se consacrer à la céramique qu'il expose à partir du printemps 1869 chez Paul Durand-Ruel, objets qui séduisent les critiques Philippe Burty et Étienne Moreau-Nélaton. Bouvier se fournit en poteries de terre auprès de deux potiers originaires de Saint-Marcellin, sa région natale. Entre 1870 et 1881, la plupart des céramiques de Bouvier sont signées et datées.
Après 1877, Bouvier semble souffrir d'une maladie dégénérative, qui, progressivement, ralentit sa production ; il se retire à  Vinay. Il meurt à Saint-Geoire-en-Valdaine le 13 décembre 1901. Au musée centennal de l’exposition universelle de 1900, figuraient six œuvres de Laurent  Bouvier.

## Conservation

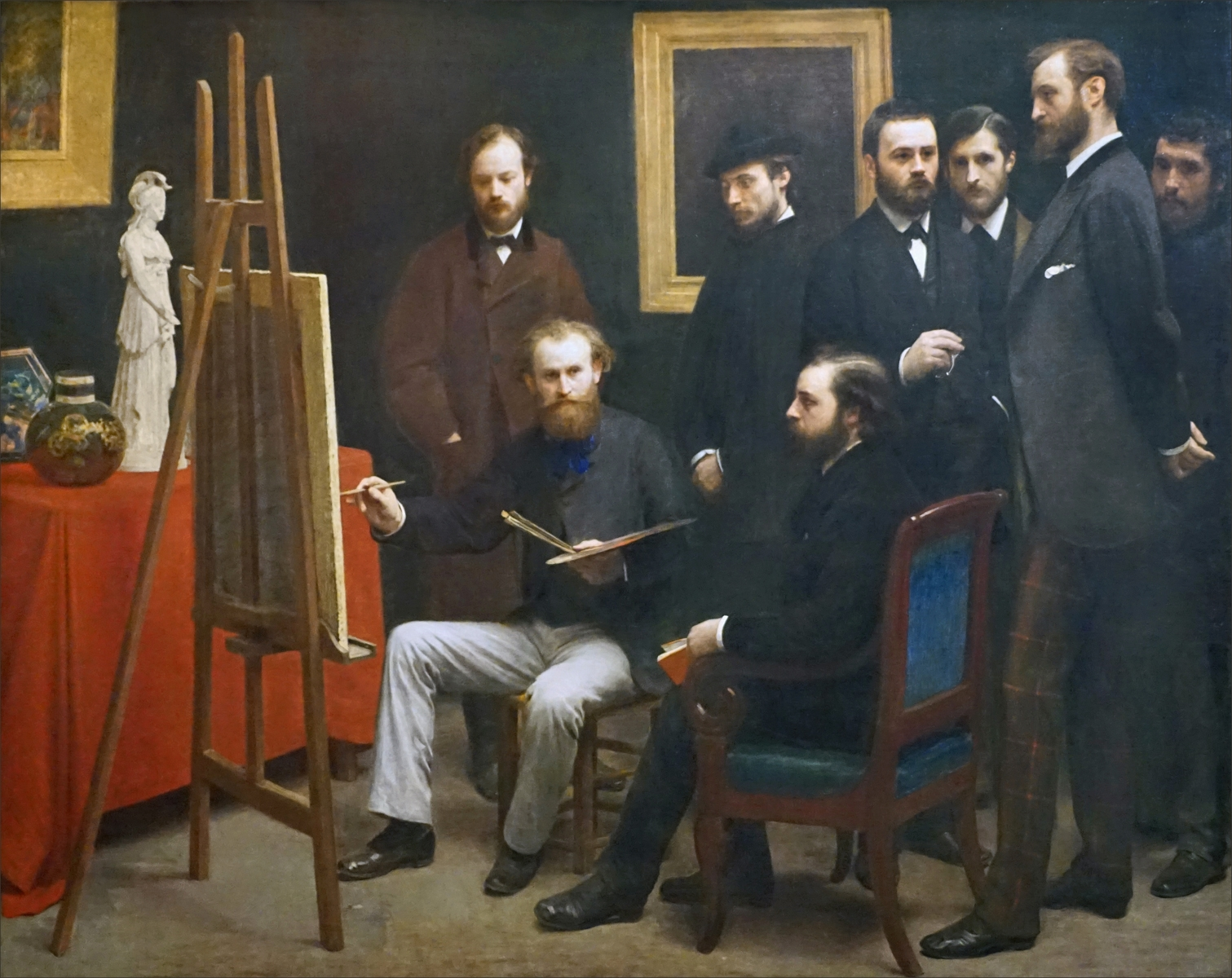
Henri Fantin-Latour : Un atelier aux Batignolles (1870), Paris, musée d'Orsay. À gauche figure un vase de Bouvier.

### Céramiques
Des vases sont consrvés au musée d'Orsay à Paris.
D'autres objets sont à la Cité de la céramique - Sèvres et Limoges.
Un vase rond à col bas et motifs floraux qui figure dans les tableaux de Henri Fantin-Latour est conservé au musée de Grenoble.

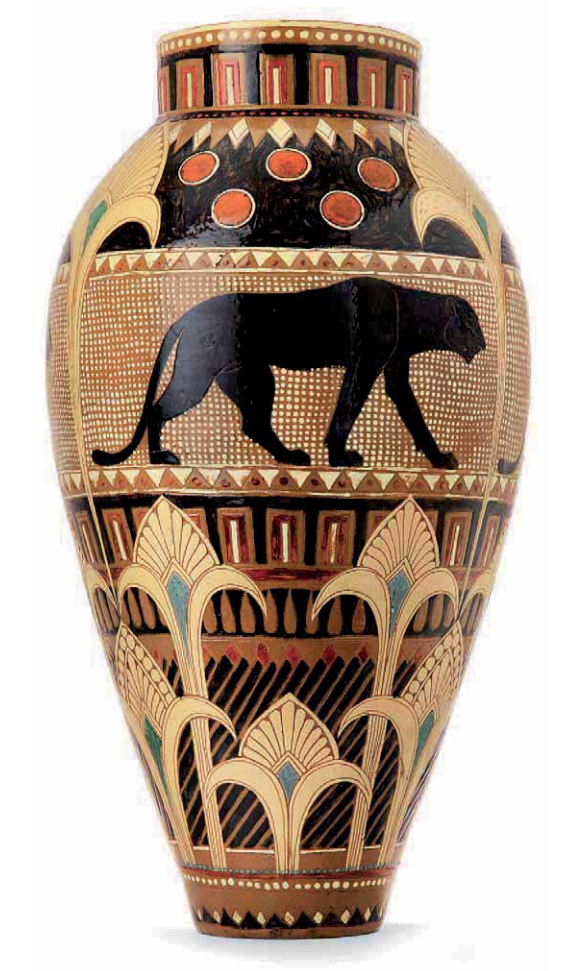
Vase à la panthère (1871), localisation inconnue.
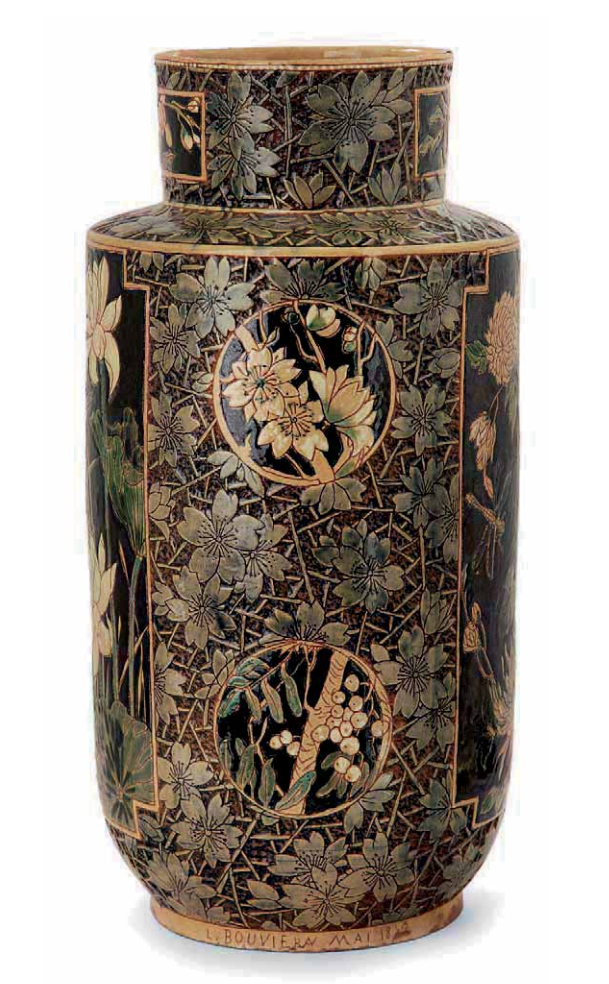
Vase aux dahlias (mai 1872), localisation inconnue.

### Tableaux
- Grenoble, musée de Grenoble :
  - L'Égyptien, huile sur toile[8] ;
- Vase de fleurs, huile sur toile[9].

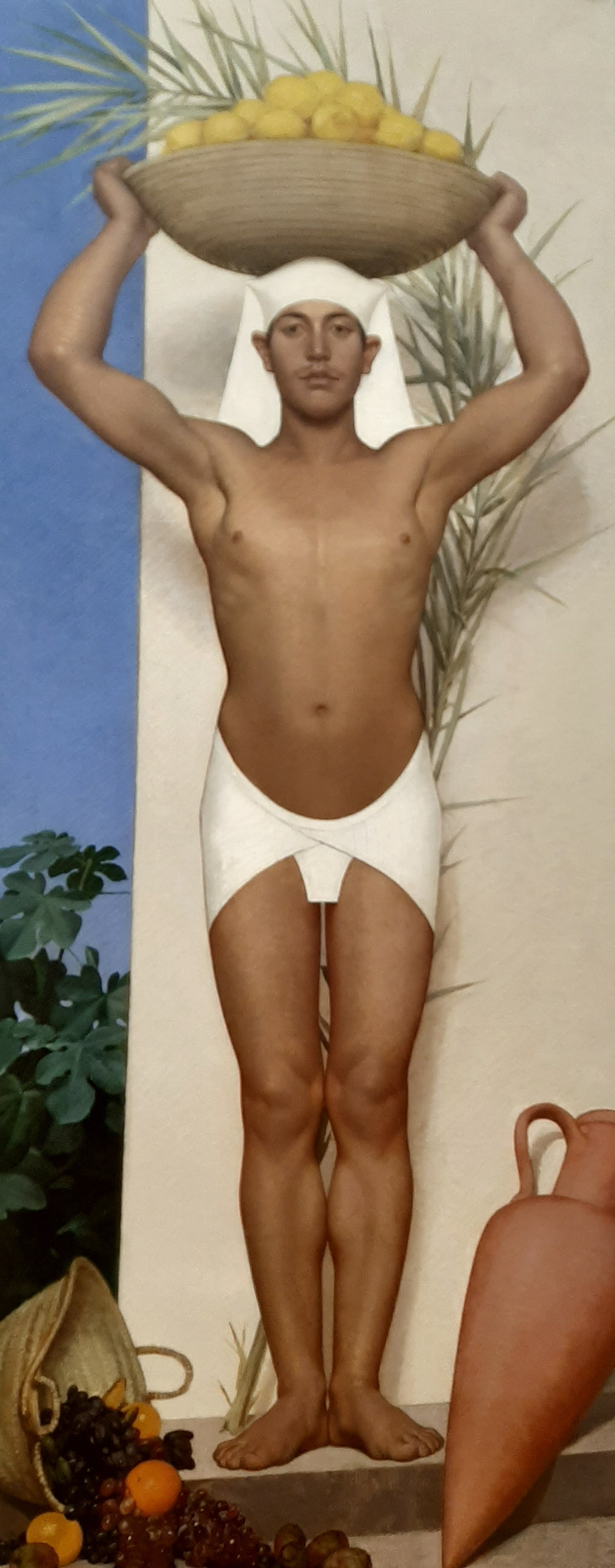
Laurent Bouvier, L'Égyptien, huile sur toile, musée de Grenoble.

- Paris, musée des Arts décoratifs : Le Printemps, 1870, huile sur toile.

## Exposition
- 1999 : Maison de la Céramique en Isère, prieuré de Chirens, Association des amis du Prieuré de Chirens.